# Julián del Pozo y la Orden

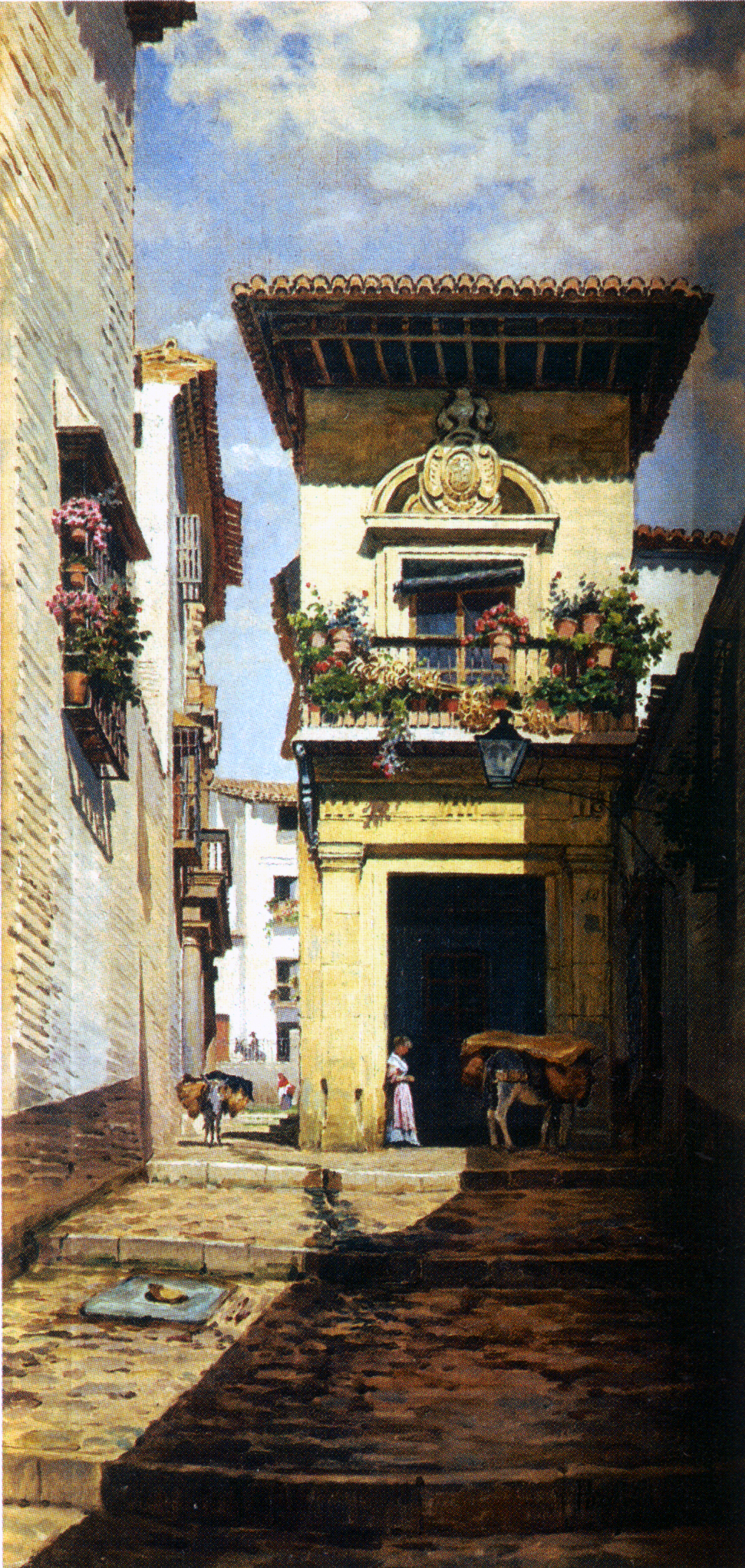
Cuadro titulado "Cuesta de Santa Inés", pintado por Julián del Pozo en la segunda mitad del

Julián del Pozo y la Orden (Pedro Muñoz (Ciudad Real), 1849-Barcelona, 1932) fue un pintor costumbrista español. Su obra son principalmente acuarelas y óleos de paisajes o calles de los lugares donde vivió, Pedro Muñoz, Granada y Barcelona.

## Biografía
Se formó en la Escuela Especial de Pintura, Escultura y Grabado de Madrid, donde ganó la "Medalla al mérito". Entre 1882 y 1888 se instaló en Granada . Logró exponer en solitario, algo extraordinario en esa época. En la exposición que se celebró en la Carrera del Genil, expuso más de ciento setenta óleos y acuarelas. Fue miembro del Centro Artístico y de Clase de Modelo. 
En 1888 expuso en la Exposición Universal de Barcelona, consiguiendo tanto éxito que decidió instalarse allí de forma definitiva. Su estilo pictórico fue evolucionando con los años, del orientalismo de Granada a un estilo impresionista en su etapa de Barcelona. Se puede decir que en España fue pionero en la acuarela pintada al aire libre, dando importancia a la luz y el color y con una pincelada espontánea creando obras de gran belleza. Tenía una gran predilección por la naturaleza: paisajes de todo tipo, flora, mundo rural...